# Brachythele denieri
Brachythele denieri là một loài nhện trong họ Nemesiidae.
Brachythele denieri được Simon miêu tả năm 1916.